# Elizabeth Jobim
Elizabeth Jobim (Rio de Janeiro, 26 de agosto de 1957) é uma artista plástica, desenhista, gravadora e pintora, com exposições importantes no Brasil.
Filha do maestro Tom Jobim, a artista formou-se em Comunicação Visual na Pontifícia Universidade Católica do Rio de Janeiro, com especialização em História da Arte e da Arquitetura no Brasil. Em 1992, completou o Mestrado em Belas Artes na School of Visual Arts, em Nova Iorque.
Hoje vive e trabalha no Rio de Janeiro.

## Exposições individuais
2013
- Blocos. Museu de Arte Moderna do Rio de Janeiro. Rio de Janeiro, Brasil

2012
- Mineral. LURIXS: Arte Contemporânea. Rio de Janeiro, Brasil

2010
- Em Azul. Estação Pinacoteca. São Paulo, Brasil

2009
- Voluminous. Frederico Seve Gallery. Nova York, EUA

2008
- Endless Lines. Lehman College Art Gallery. Nova York, EUA
- Sem Fim. LURIXS: Arte Contemporânea. Rio de Janeiro, Brasil

2007
- Horizontais. Gabinete de Arte Raquel Arnaud. São Paulo, Brasil

2006
- Sequências. LURIXS: Arte Contemporânea. Rio de Janeiro, Brasil
- Aberturas. Paço Imperial. Rio de Janeiro, Brasil

2005
- Gabinete de Arte Raquel Arnaud. São Paulo, Brasil

2004
- Galeria Silvia Cintra. Rio de Janeiro, Brasil

2003
- Centro Cultural São Paulo. São Paulo, Brasil

2002
- Galeria Silvia Cintra. Rio de Janeiro, Brasil
- Espaço Cultural Municipal Sergio Porto. Rio de Janeiro, Brasil

2001
- Museu da Chácara do Céu. Rio de Janeiro, Brasil
- Centro Universitário Maria Antônia. São Paulo, Brasil
- Gabinete de Arte Raquel Arnaud. São Paulo, Brasil

2000
- Gabinete de Arte Raquel Arnaud. São Paulo, Brasil

1998
- Desenhos e Pinturas. Paço Imperial. Rio de Janeiro, Brasil

1997
- Desenhos e Pinturas. Gabinete de Arte Raquel Arnaud. São Paulo, Brasil

1994
- Pinturas. Galeria Parangolé. Brasília, Brasil

1993
- Aquarelas Óleos. Espaço Catete, Museu da República. Rio de Janeiro, Brasil

1989
- Desenhos. Galeria Parangolé. Brasília, Brasil

1988
- Desenhos. Galeria Paulo Klabin. Rio de Janeiro, Brasil

1985
- Galeria GB-Arte. Rio de Janeiro, Brasil

## Exposições coletivas
2011
- Art in Brazil (1950-2011). Europalia, Palais des Beaux-Arts. Bruxelas, Bélgica

2010
- The Machine Eats. Frederico Seve Gallery. Nova York, EUA
- Arte brasileira além do sistema. Galeria Estação. São Paulo, Brasil
- Geometric Illusion. Frederico Seve Gallery. Nova York, EUA

2009
- The Line is a Sign. Latin Collector. Nova York, EUA
- Projeto Acervo. Bar do Mineiro. Rio de Janeiro, Brasil
- Cecilia Biagini/Elizabeth Jobim: new paintings: kinectic, geometric, abstract. Ruiz-Healy Art. San Antonio, EUA

2008
- Arte e patrimônio. Paço Imperial. Rio de Janeiro, Brasil
- Entre o plano e o espaço. Gabinete de Arte Raquel Arnaud. São Paulo, Brasil

2007
- Auto-Retratos do Brasil. Paço Imperial Rio de Janeiro, Brasil
- Olhar seletivo. Gabinete de Arte Raquel Arnaud. São Paulo, Brasil

2006
- Arquivo Geral. Centro de Arte Hélio Oiticica. Rio de Janeiro, Brasil
- Wilton Montenegro: notas do observatório. Centro Cultural Telemar. Rio de Janeiro, Brasil

2005
- V Bienal do Mercosul. Porto Alegre, Brasil

2004
- Arquivo Geral_6 galerias/42 artistas. Centro de Cultura e Meio Ambiente Antonio Carlos Jobim. Rio de Janeiro, Brasil
- Arte contemporânea: uma história em aberto. Gabinete de Arte Raquel Arnaud. São Paulo, Brasil

2002
- Caminhos do Contemporâneo 1952/2002. Paço Imperial Rio de Janeiro, Brasil

2001
- Arte Contemporânea Brasileira. The National Art Museum of China. Pequim, China
- O espírito da nossa época: coleção Dulce e João Carlos de Figueiredo Ferraz. Museu de Arte Moderna de São Paulo. São Paulo, Brasil
- O espírito da nossa época: coleção Dulce e João Carlos de Figueiredo Ferraz. Museu de Arte Moderna do Rio de Janeiro. Rio de Janeiro, Brasil

1999
- 4 Brazilian Artists: Drawings. Neuhoff Gallery. Nova York, EUA

## Ligação externa
- Site da artista
- Galeria Raquel Arnaud